# Segunda División femenina de fútbol sala 2020-21
La temporada 2020-21 de la Segunda División femenina de fútbol sala es disputada por 61 equipos de España distribuidos en cuatro grupos. La competición está organizada por la Real Federación Española de Fútbol. Se inició la competición el 17 de octubre de 2020 y finalizó el 12 de junio de 2021. Los vencedores del play-off de ascenso promocionarán a la Primera División femenina de fútbol sala y los equipos que descienden competirán en la siguiente campaña en las divisiones territoriales o autonómicas.

## Equipos participantes

### Grupo 1
| Equipo                      | Ciudad        | Comunidad autónoma |
| --------------------------- | ------------- | ------------------ |
| A Fervenza FS               | Ferrol        | Galicia            |
| FSF Castro Bloques Cando    | Castro de Rey | Galicia            |
| CD InterSala                | Salamanca     | Castilla y León    |
| Marín Futsal                | Marín         | Galicia            |
| CD Mosteiro Bembrive        | Vigo          | Galicia            |
| Ourense CF Envialia "B"     | Orense        | Galicia            |
| CD Universidad de Salamanca | Salamanca     | Castilla y León    |
| Valdetires Ferrol FSF       | Ferrol        | Galicia            |

| Equipo                          | Ciudad          | Comunidad autónoma |
| ------------------------------- | --------------- | ------------------ |
| Lada Langreo CF                 | Langreo         | Asturias           |
| Osasuna Lacturale Orvina        | Pamplona        | Navarra            |
| AD Mioño                        | Castro-Urdiales | Cantabria          |
| CDE Muslera GSW                 | Maliaño         | Cantabria          |
| Promesas EDF Camping de Bañares | Logroño         | La Rioja           |
| Ribamontán al Mar CF            | Galizano        | Cantabria          |
| Rodiles FSF                     | Villaviciosa    | Asturias           |
| UDC Txantrea KKE                | Pamplona        | Navarra            |
| Gora FS Viuda de Sainz          | Bilbao          | País Vasco         |

### Grupo 2
| Equipo                                | Ciudad                  | Comunidad autónoma |
| ------------------------------------- | ----------------------- | ------------------ |
| CE Futsal Mataró                      | Mataró                  | Cataluña           |
| FS Atlético Mercadal - Menorca Futsal | Mercadal                | Islas Baleares     |
| CN Caldes FS                          | Caldas de Montbui       | Cataluña           |
| FS Castelldefels Assesoria Pear       | Castelldefels           | Cataluña           |
| CD La Concòrdia                       | La Llagosta             | Cataluña           |
| AECS L'Hospitalet                     | Hospitalet de Llobregat | Cataluña           |
| Mecanoviga CFS Eixample               | Barcelona               | Cataluña           |
| AE Penya Esplugues "B"                | Esplugas de Llobregat   | Cataluña           |
| FS Ripollet                           | Ripollet                | Cataluña           |

| Equipo                      | Ciudad    | Comunidad autónoma   |
| --------------------------- | --------- | -------------------- |
| FF Cervera-Segarra          | Cervera   | Cataluña             |
| FSF Cesar Augusta           | Zaragoza  | Aragón               |
| CFS Bisontes Feme Castellón | Castellón | Comunidad Valenciana |
| Futbol Emotion Zaragoza     | Zaragoza  | Aragón               |
| CEF Hispànic                | Valencia  | Comunidad Valenciana |
| Intersala Promesas "B"      | Zaragoza  | Aragón               |
| FSF Joventut d'Elx          | Elche     | Comunidad Valenciana |
| AE Les Corts UBAE           | Barcelona | Cataluña             |
| Xaloc Alicante FS "B"       | Alicante  | Comunidad Valenciana |

### Grupo 3
| Equipo                                   | Ciudad       | Comunidad autónoma |
| ---------------------------------------- | ------------ | ------------------ |
| Desguace París La Algaida FS             | Archena      | Región de Murcia   |
| El Barranquillo STV Roldán FSF "B"       | Roldán       | Región de Murcia   |
| CD El Ejido Futsal                       | El Ejido     | Andalucía          |
| SD Hispania Yecla                        | Yecla        | Región de Murcia   |
| La Boca Te Lía Futsal Alcantarilla       | Alcantarilla | Región de Murcia   |
| Martos FSF Jaén Paraíso Interior         | Martos       | Andalucía          |
| Melilla Sport Capital Torreblanca FS "B" | Melilla      | Melilla            |
| Monachil 2013 CFF                        | Monachil     | Andalucía          |
| Villa de Fines CD                        | Fines        | Andalucía          |

| Equipo                       | Ciudad                  | Comunidad autónoma |
| ---------------------------- | ----------------------- | ------------------ |
| Almaraz FS                   | Almaraz                 | Extremadura        |
| Atlético Torcal              | Málaga                  | Andalucía          |
| Cádiz FSF                    | Cádiz                   | Andalucía          |
| CD Camoens Femenino          | Ceuta                   | Ceuta              |
| Deportivo Córdoba Cajasur FS | Córdoba                 | Andalucía          |
| Guadalcacín FSF              | Guadalcacín             | Andalucía          |
| CD Hércules de Ceuta         | Ceuta                   | Ceuta              |
| UD La Cruz Villanovense      | Villanueva de la Serena | Extremadura        |
| Sporting Garrovilla          | La Garrovilla           | Extremadura        |

### Grupo 4
| Equipo                        | Ciudad      | Comunidad autónoma |
| ----------------------------- | ----------- | ------------------ |
| Almagro FSF                   | Almagro     | Castilla-La Mancha |
| CD Avilasala                  | Ávila       | Castilla y León    |
| CD Chiloeches                 | Chiloeches  | Castilla-La Mancha |
| CD Futsal Consuegra Féminas   | Consuegra   | Castilla-La Mancha |
| Mora FSF IMTO                 | Mora        | Castilla-La Mancha |
| CD Salesianos Puertollano FSF | Puertollano | Castilla-La Mancha |
| CDE Villacañas FS             | Villacañas  | Castilla-La Mancha |
| Unami CP                      | Segovia     | Castilla y León    |
| CD Universidad de Valladolid  | Valladolid  | Castilla y León    |

| Equipo                               | Ciudad                  | Comunidad autónoma  |
| ------------------------------------ | ----------------------- | ------------------- |
| Colme Futsal                         | Colmenarejo             | Comunidad de Madrid |
| CD Básico Rivas Futsal               | Rivas-Vaciamadrid       | Comunidad de Madrid |
| CD Leganés FS "B"                    | Leganés                 | Comunidad de Madrid |
| Futsi Navalcarnero "B"               | Navalcarnero            | Comunidad de Madrid |
| CFS Femenino San Fernando            | San Fernando de Henares | Comunidad de Madrid |
| AD Alcorcón FSF "B"                  | Alcorcón                | Comunidad de Madrid |
| CDVP Soto Del Real FS                | Soto del Real           | Comunidad de Madrid |
| AD Gran Canaria Teldeportivo FSF "B" | Telde                   | Canarias            |
| ADAE Simancas                        | Madrid                  | Comunidad de Madrid |

## Detalles de la competición

### Primera Fase
Subgrupo 1 A
|                                          |    | Equipos                     | PJ | G  | E | P  | GF | GC | Dif. | Pts. |
| ---------------------------------------- | -- | --------------------------- | -- | -- | - | -- | -- | -- | ---- | ---- |
|                                          | 1º | Valdetires Ferrol FSF       | 14 | 11 | 3 | 0  | 67 | 30 | +37  | 36   |
|                                          | 2º | Marín Futsal                | 14 | 10 | 1 | 3  | 64 | 38 | +26  | 31   |
|                                          | 3º | FSF Castro Bloques Cando    | 14 | 8  | 3 | 3  | 61 | 45 | +16  | 27   |
|                                          | 4º | CD Mosteiro Bembrive        | 14 | 6  | 2 | 6  | 48 | 49 | -1   | 20   |
|                                          | 5º | A Fervenza FSF              | 14 | 5  | 1 | 8  | 30 | 34 | -4   | 16   |
|                                          | 6º | Ourense CF Envialia "B"     | 14 | 3  | 4 | 7  | 32 | 41 | -9   | 13   |
|                                          | 7º | CD Universidad de Salamanca | 14 | 4  | 1 | 9  | 36 | 46 | -10  | 13   |
|                                          | 8º | CD InterSala                | 14 | 0  | 3 | 11 | 21 | 76 | -55  | 3    |
| Última actualización: 6 de marzo de 2021 |    |                             |    |    |   |    |    |    |      |      |

|  | Clasificados para el Subgrupo C |
|  | Clasificados para el Subgrupo D |

Subgrupo 1 B
|                                          |    | Equipos                         | PJ | G  | E | P  | GF | GC  | Dif. | Pts. |
| ---------------------------------------- | -- | ------------------------------- | -- | -- | - | -- | -- | --- | ---- | ---- |
|                                          | 1º | UDC Txantrea KKE                | 16 | 12 | 2 | 2  | 62 | 14  | +48  | 38   |
|                                          | 2º | Rodiles FSF                     | 16 | 12 | 1 | 3  | 75 | 32  | +43  | 37   |
|                                          | 3º | Promesas EDF Camping de Bañares | 16 | 11 | 1 | 4  | 74 | 35  | +39  | 34   |
|                                          | 4º | Gora FS Viuda de Sainz          | 16 | 9  | 1 | 6  | 67 | 33  | +34  | 28   |
|                                          | 5º | AD Mioño                        | 16 | 7  | 3 | 6  | 69 | 54  | +15  | 24   |
|                                          | 6º | Osasuna Lacturale Orvina        | 16 | 8  | 0 | 8  | 54 | 39  | +15  | 24   |
|                                          | 7º | Ribamontán al Mar CF            | 16 | 4  | 2 | 10 | 31 | 55  | -14  | 14   |
|                                          | 8º | CDE Muslera GSW                 | 16 | 2  | 4 | 10 | 32 | 54  | -22  | 10   |
|                                          | 9º | Lada Langreo CF                 | 16 | 0  | 0 | 16 | 21 | 169 | -148 | 0    |
| Última actualización: 6 de marzo de 2021 |    |                                 |    |    |   |    |    |     |      |      |

|  | Clasificados para el Subgrupo C |
|  | Clasificados para el Subgrupo D |

Subgrupo 2 A
|                                          |    | Equipos                               | PJ | G  | E | P  | GF | GC  | Dif. | Pts. |
| ---------------------------------------- | -- | ------------------------------------- | -- | -- | - | -- | -- | --- | ---- | ---- |
|                                          | 1º | CD La Concòrdia                       | 16 | 11 | 3 | 2  | 67 | 22  | +45  | 36   |
|                                          | 2º | Mecanoviga CFS Eixample               | 16 | 9  | 6 | 1  | 70 | 19  | +51  | 33   |
|                                          | 3º | FS Castelldefels Assesoria Pear       | 16 | 10 | 2 | 4  | 67 | 44  | +23  | 29   |
|                                          | 4º | CN Caldes FS                          | 16 | 7  | 3 | 6  | 40 | 32  | +8   | 24   |
|                                          | 5º | AE Penya Esplugues "B"                | 16 | 7  | 2 | 7  | 71 | 39  | +32  | 23   |
|                                          | 6º | FS Ripollet                           | 16 | 6  | 3 | 7  | 58 | 47  | +11  | 21   |
|                                          | 7º | CE Futsal Mataró                      | 16 | 6  | 1 | 9  | 43 | 49  | -6   | 19   |
|                                          | 8º | AECS L'Hospitalet                     | 16 | 5  | 2 | 9  | 41 | 60  | -19  | 17   |
|                                          | 9º | FS Atlético Mercadal - Menorca Futsal | 16 | 0  | 0 | 16 | 5  | 150 | -145 | 0    |
| Última actualización: 6 de marzo de 2021 |    |                                       |    |    |   |    |    |     |      |      |

|  | Clasificados para el Subgrupo C |
|  | Clasificados para el Subgrupo D |

Subgrupo 2 B
|                                          |    | Equipos                     | PJ | G  | E | P  | GF | GC | Dif. | Pts. |
| ---------------------------------------- | -- | --------------------------- | -- | -- | - | -- | -- | -- | ---- | ---- |
|                                          | 1º | FSF Joventut d'Elx          | 16 | 15 | 1 | 0  | 79 | 21 | +58  | 46   |
|                                          | 2º | CFS Bisontes Feme Castellón | 16 | 12 | 2 | 2  | 62 | 16 | 46   | 38   |
|                                          | 3º | AE Les Corts UBAE           | 16 | 9  | 3 | 4  | 52 | 25 | +27  | 30   |
|                                          | 4º | Futbol Emotion Zaragoza     | 16 | 8  | 3 | 5  | 44 | 26 | +18  | 27   |
|                                          | 5º | FSF Cesar Augusta           | 16 | 6  | 3 | 7  | 35 | 55 | -20  | 21   |
|                                          | 6º | FF Cervera-Segarra          | 16 | 5  | 2 | 9  | 31 | 53 | +22  | 17   |
|                                          | 7º | Xaloc Alicante FS "B"       | 16 | 4  | 3 | 9  | 29 | 42 | -13  | 15   |
|                                          | 8º | CEF Hispànic                | 16 | 2  | 1 | 13 | 21 | 62 | -41  | 7    |
|                                          | 9º | Intersala Promesas "B"      | 16 | 1  | 2 | 13 | 20 | 73 | -53  | 5    |
| Última actualización: 6 de marzo de 2021 |    |                             |    |    |   |    |    |    |      |      |

|  | Clasificados para el Subgrupo C |
|  | Clasificados para el Subgrupo D |

Subgrupo 3 A
|                                          |    | Equipos                            | PJ | G  | E | P  | GF | GC | Dif. | Pts. |
| ---------------------------------------- | -- | ---------------------------------- | -- | -- | - | -- | -- | -- | ---- | ---- |
|                                          | 1º | LBTL Futsal Alcantarilla           | 16 | 13 | 2 | 1  | 76 | 34 | +42  | 41   |
|                                          | 2º | Desguace París La Algaida FS       | 16 | 10 | 1 | 5  | 45 | 32 | +13  | 31   |
|                                          | 3º | MSC Torreblanca FS "B"             | 16 | 10 | 0 | 6  | 60 | 42 | +18  | 30   |
|                                          | 4º | CD El Ejido Futsal                 | 16 | 9  | 1 | 6  | 61 | 55 | +6   | 28   |
|                                          | 5º | El Barranquillo STV Roldán FSF "B" | 16 | 7  | 3 | 6  | 37 | 36 | +1   | 24   |
|                                          | 6º | Martos FSF Jaén Paraíso Interior   | 16 | 4  | 4 | 8  | 29 | 37 | -8   | 16   |
|                                          | 7º | Villa de Fines CD                  | 16 | 3  | 4 | 9  | 37 | 64 | -27  | 13   |
|                                          | 8º | SD Hispania Yecla                  | 16 | 4  | 1 | 11 | 32 | 53 | -13  | 13   |
|                                          | 9º | Monachil 2013 CFF                  | 16 | 4  | 0 | 12 | 48 | 72 | -24  | 12   |
| Última actualización: 6 de marzo de 2021 |    |                                    |    |    |   |    |    |    |      |      |

|  | Clasificados para el Subgrupo C |
|  | Clasificados para el Subgrupo D |

Subgrupo 3 B
|                                          |    | Equipos                      | PJ | G  | E | P  | GF | GC  | Dif. | Pts. |
| ---------------------------------------- | -- | ---------------------------- | -- | -- | - | -- | -- | --- | ---- | ---- |
|                                          | 1º | Atlético Torcal              | 16 | 14 | 0 | 2  | 77 | 18  | +59  | 42   |
|                                          | 2º | Deportivo Córdoba Cajasur FS | 16 | 14 | 0 | 2  | 92 | 17  | +75  | 42   |
|                                          | 3º | UD La Cruz Villanovense      | 16 | 11 | 2 | 3  | 71 | 37  | +34  | 35   |
|                                          | 4º | Guadalcacín FSF              | 15 | 9  | 1 | 5  | 59 | 33  | +26  | 28   |
|                                          | 5º | Cádiz FSF                    | 15 | 6  | 2 | 7  | 43 | 41  | +2   | 20   |
|                                          | 6º | CD Camoens Femenino          | 14 | 5  | 0 | 9  | 38 | 52  | -12  | 15   |
|                                          | 7º | CD Hércules de Ceuta         | 16 | 4  | 0 | 12 | 30 | 77  | -47  | 12   |
|                                          | 8º | Sporting Garrovilla          | 16 | 3  | 2 | 11 | 19 | 61  | -42  | 11   |
|                                          | 9º | Almaraz FS                   | 16 | 0  | 1 | 15 | 15 | 108 | -93  | 1    |
| Última actualización: 6 de marzo de 2021 |    |                              |    |    |   |    |    |     |      |      |

|  | Clasificados para el Subgrupo C |
|  | Clasificados para el Subgrupo D |

Subgrupo 4 A
|                                          |    | Equipos                      | PJ | G  | E | P  | GF | GC | Dif. | Pts. |
| ---------------------------------------- | -- | ---------------------------- | -- | -- | - | -- | -- | -- | ---- | ---- |
|                                          | 1º | Mora FSF IMTO                | 16 | 10 | 5 | 1  | 40 | 20 | +20  | 35   |
|                                          | 2º | Almagro FSF                  | 16 | 10 | 4 | 2  | 51 | 17 | +34  | 34   |
|                                          | 3º | CD Salesianos Puertollano    | 16 | 10 | 4 | 2  | 42 | 25 | +17  | 34   |
|                                          | 4º | CD Chiloeches                | 16 | 9  | 6 | 1  | 56 | 21 | +35  | 33   |
|                                          | 5º | Villacañas FS                | 16 | 8  | 1 | 7  | 34 | 33 | +1   | 25   |
|                                          | 6º | Unami CP                     | 16 | 6  | 5 | 5  | 35 | 26 | +9   | 23   |
|                                          | 7º | CD Avilasala                 | 16 | 3  | 0 | 13 | 22 | 60 | -38  | 9    |
|                                          | 8º | CD Universidad de Valladolid | 16 | 1  | 2 | 15 | 22 | 50 | -35  | 5    |
|                                          | 9º | CD Futsal Consuegra Féminas  | 16 | 1  | 1 | 14 | 18 | 61 | -43  | 4    |
| Última actualización: 6 de marzo de 2021 |    |                              |    |    |   |    |    |    |      |      |

|  | Clasificados para el Subgrupo C |
|  | Clasificados para el Subgrupo D |

Subgrupo 4 B
|                                          |    | Equipos                              | PJ | G  | E | P  | GF | GC | Dif. | Pts. |
| ---------------------------------------- | -- | ------------------------------------ | -- | -- | - | -- | -- | -- | ---- | ---- |
|                                          | 1º | CD Rivas Futsal                      | 16 | 14 | 0 | 2  | 50 | 22 | +28  | 42   |
|                                          | 2º | Colme Futsal                         | 16 | 12 | 3 | 1  | 67 | 21 | +46  | 39   |
|                                          | 3º | CFS Femenino San Fernando            | 16 | 9  | 1 | 6  | 44 | 30 | +14  | 28   |
|                                          | 4º | Futsi Navalcarnero "B"               | 16 | 8  | 1 | 7  | 35 | 44 | -9   | 25   |
|                                          | 5º | AD Alcorcón FS "B"                   | 16 | 6  | 3 | 7  | 39 | 39 | 0    | 21   |
|                                          | 6º | CD Leganés FS "B"                    | 16 | 5  | 4 | 7  | 49 | 46 | +3   | 19   |
|                                          | 7º | CDVP Soto del Real FS                | 16 | 4  | 3 | 9  | 32 | 51 | -19  | 15   |
|                                          | 8º | AD Gran Canaria Teldeportivo FSF "B" | 16 | 2  | 3 | 11 | 21 | 52 | -31  | 9    |
|                                          | 9º | ADAE Simancas                        | 16 | 1  | 4 | 11 | 29 | 61 | -32  | 7    |
| Última actualización: 6 de marzo de 2021 |    |                                      |    |    |   |    |    |    |      |      |

|  | Clasificados para el Subgrupo C |
|  | Clasificados para el Subgrupo D |

### Segunda Fase
Subgrupo 1 C
|                                          |    | Equipos                         | PJ | G  | E | P  | GF | GC | Dif. | Pts. | Coef. |
| ---------------------------------------- | -- | ------------------------------- | -- | -- | - | -- | -- | -- | ---- | ---- | ----- |
|                                          | 1º | Valdetires Ferrol FSF           | 21 | 16 | 3 | 2  | 98 | 49 | +49  | 51   | 2.429 |
|                                          | 2º | Marín Futsal                    | 22 | 16 | 2 | 4  | 98 | 52 | +46  | 50   | 2.273 |
|                                          | 3º | UDC Txantrea KKE                | 23 | 16 | 3 | 4  | 80 | 34 | +46  | 51   | 2.217 |
|                                          | 4º | Rodiles FSF                     | 24 | 16 | 1 | 7  | 96 | 54 | +42  | 49   | 2.042 |
|                                          | 5º | Promesas EDF Camping de Bañares | 24 | 13 | 3 | 8  | 94 | 62 | +32  | 42   | 1.750 |
|                                          | 6º | FSF Castro Bloques Cando        | 22 | 10 | 5 | 7  | 77 | 64 | +13  | 35   | 1.591 |
|                                          | 7º | CD Mosteiro Bembrive            | 22 | 9  | 3 | 10 | 73 | 73 | 0    | 30   | 1.364 |
|                                          | 8º | Gora FS Viuda de Sainz          | 24 | 10 | 2 | 12 | 84 | 70 | +14  | 32   | 1.333 |
| Última actualización: 22 de mayo de 2021 |    |                                 |    |    |   |    |    |    |      |      |       |

|  | Clasificados para el Play-Off de ascenso |
|  | Permanecen en Segunda División           |

Subgrupo 1 D
|                                          |    | Equipos                     | PJ | G  | E | P  | GF | GC  | Dif. | Pts. | Coef. |
| ---------------------------------------- | -- | --------------------------- | -- | -- | - | -- | -- | --- | ---- | ---- | ----- |
|                                          | 1º | AD Mioño                    | 23 | 12 | 4 | 7  | 98 | 76  | +22  | 40   | 1.739 |
|                                          | 2º | A Fervenza FSF              | 22 | 10 | 2 | 10 | 63 | 50  | +13  | 32   | 1.455 |
|                                          | 3º | Ourense CF Envialia "B"     | 22 | 9  | 5 | 8  | 71 | 54  | +17  | 32   | 1.455 |
|                                          | 4º | Osasuna Lacturale Orvina    | 22 | 10 | 1 | 11 | 66 | 50  | +16  | 31   | 1.409 |
|                                          | 5º | CD Universidad de Salamanca | 22 | 9  | 3 | 10 | 64 | 62  | +2   | 30   | 1.364 |
|                                          | 6º | Ribamontán al Mar CF        | 23 | 6  | 2 | 15 | 43 | 76  | -33  | 20   | 0.870 |
|                                          | 7º | CDE Muslera GSW             | 23 | 4  | 6 | 13 | 46 | 73  | -27  | 18   | 0.783 |
|                                          | 8º | CD InterSala                | 23 | 2  | 3 | 18 | 54 | 112 | -68  | 9    | 0.391 |
|                                          | 9º | Lada Langreo CF             | 22 | 0  | 0 | 22 | 34 | 228 | -194 | 0    | 0.000 |
| Última actualización: 29 de mayo de 2021 |    |                             |    |    |   |    |    |     |      |      |       |

|  | Permanecen en Segunda División |
|  | Descienden a Autonómica        |

Subgrupo 2 C
|                                          |    | Equipos                         | PJ | G  | E | P  | GF  | GC | Dif. | Pts. | Coef. |
| ---------------------------------------- | -- | ------------------------------- | -- | -- | - | -- | --- | -- | ---- | ---- | ----- |
|                                          | 1º | FSF Joventut d'Elx              | 24 | 20 | 2 | 2  | 110 | 36 | +74  | 62   | 2.583 |
|                                          | 2º | CFS Bisontes Feme Castellón     | 24 | 16 | 4 | 4  | 82  | 36 | +46  | 52   | 2.167 |
|                                          | 3º | CD La Concòrdia                 | 24 | 13 | 7 | 4  | 85  | 41 | +44  | 46   | 1.917 |
|                                          | 4º | AE Les Corts UBAE               | 24 | 13 | 7 | 4  | 74  | 41 | +33  | 46   | 1.917 |
|                                          | 5º | Mecanoviga Eixample FS          | 24 | 12 | 9 | 3  | 96  | 37 | +59  | 45   | 1.875 |
|                                          | 6º | Futbol Emotion Zaragoza         | 24 | 11 | 5 | 8  | 64  | 46 | +18  | 38   | 1.583 |
|                                          | 7º | CN Caldes                       | 24 | 9  | 4 | 11 | 56  | 59 | -3   | 31   | 1.292 |
|                                          | 8º | FS Castelldefels Assesoria Pear | 24 | 10 | 3 | 11 | 78  | 73 | +5   | 30   | 1.250 |
| Última actualización: 22 de mayo de 2021 |    |                                 |    |    |   |    |     |    |      |      |       |

|  | Clasificados para el Play-Off de ascenso |
|  | Permanecen en Segunda División           |

Subgrupo 2 D
|                                           |     | Equipos                               | PJ | G  | E | P  | GF  | GC  | Dif. | Pts. | Coef. |
| ----------------------------------------- | --- | ------------------------------------- | -- | -- | - | -- | --- | --- | ---- | ---- | ----- |
|                                           | 1º  | AE Penya Esplugues                    | 26 | 12 | 4 | 7  | 114 | 63  | +51  | 44   | 1.692 |
|                                           | 2º  | FS Ripollet                           | 26 | 10 | 2 | 10 | 91  | 67  | +24  | 43   | 1.654 |
|                                           | 3º  | FSF Cesar Augusta                     | 26 | 12 | 4 | 10 | 81  | 81  | 0    | 40   | 1.538 |
|                                           | 4º  | CE Futsal Aliança Mataró              | 26 | 10 | 1 | 11 | 82  | 70  | +12  | 39   | 1.500 |
|                                           | 5º  | AECS L'Hospitalet                     | 26 | 12 | 2 | 12 | 82  | 83  | -1   | 38   | 1.462 |
|                                           | 6º  | FF Cervera Segarra                    | 26 | 10 | 3 | 13 | 76  | 90  | -14  | 33   | 1.269 |
|                                           | 7º  | Xaloc Alicante FS "B"                 | 26 | 8  | 4 | 14 | 52  | 64  | -12  | 28   | 1.077 |
|                                           | 8º  | Intersala Promesas "B"                | 26 | 4  | 2 | 20 | 37  | 120 | -83  | 14   | 0.538 |
|                                           | 9º  | CEF Hispànic                          | 26 | 4  | 1 | 21 | 44  | 97  | -53  | 13   | 0.500 |
|                                           | 10º | FS Atlético Mercadal - Menorca Futsal | 26 | 0  | 0 | 26 | 16  | 216 | -200 | 0    | 0.000 |
| Última actualización: 12 de junio de 2021 |     |                                       |    |    |   |    |     |     |      |      |       |

|  | Permanecen en Segunda División |
|  | Descienden a Autonómica        |

Subgrupo 3 C
|                                          |    | Equipos                      | PJ | G  | E | P  | GF  | GC | Dif. | Pts. | Coef. |
| ---------------------------------------- | -- | ---------------------------- | -- | -- | - | -- | --- | -- | ---- | ---- | ----- |
|                                          | 1º | Deportivo Córdoba Cajasur FS | 24 | 20 | 1 | 3  | 121 | 33 | +88  | 61   | 2.542 |
|                                          | 2º | Atlético Torcal              | 24 | 20 | 0 | 4  | 108 | 40 | +68  | 60   | 2.500 |
|                                          | 3º | LBTL Futsal Alcantarilla     | 24 | 17 | 4 | 3  | 105 | 55 | +50  | 55   | 2.292 |
|                                          | 4º | Desguace París La Algaida FS | 24 | 15 | 1 | 8  | 77  | 58 | +19  | 46   | 1.917 |
|                                          | 5º | UD La Cruz Villanovense      | 24 | 13 | 4 | 7  | 100 | 73 | +27  | 43   | 1.792 |
|                                          | 6º | CD El Ejido Futsal           | 24 | 12 | 2 | 10 | 95  | 92 | +3   | 38   | 1.583 |
|                                          | 7º | MSC Torreblanca FS "B"       | 24 | 11 | 1 | 12 | 75  | 71 | +4   | 34   | 1.417 |
|                                          | 8º | Guadalcacín FAF              | 23 | 10 | 2 | 11 | 83  | 69 | +14  | 32   | 1.391 |
| Última actualización: 22 de mayo de 2021 |    |                              |    |    |   |    |     |    |      |      |       |

|  | Clasificados para el Play-Off de ascenso |
|  | Permanecen en Segunda División           |

Subgrupo 3 D
|                                           |     | Equipos                           | PJ | G  | E | P  | GF | GC  | Dif. | Pts. | Coef. |
| ----------------------------------------- | --- | --------------------------------- | -- | -- | - | -- | -- | --- | ---- | ---- | ----- |
|                                           | 1º  | El Barranquillo STV Roldán FS "B" | 26 | 13 | 4 | 9  | 71 | 55  | +16  | 43   | 1.654 |
|                                           | 2º  | CD Camoens Femenino               | 24 | 12 | 2 | 10 | 80 | 69  | +11  | 38   | 1.583 |
|                                           | 3º  | Martos FS                         | 26 | 12 | 5 | 9  | 76 | 54  | +16  | 41   | 1.577 |
|                                           | 4º  | Villa de Fines CD                 | 26 | 10 | 6 | 10 | 69 | 82  | -13  | 36   | 1.385 |
|                                           | 5º  | Cádiz FSF                         | 25 | 9  | 4 | 12 | 64 | 67  | -3   | 31   | 1.240 |
|                                           | 6º  | Monachil 2013 CF                  | 26 | 10 | 0 | 16 | 91 | 103 | -12  | 30   | 1.154 |
|                                           | 7º  | SD Hispania Yecla                 | 26 | 8  | 5 | 13 | 69 | 71  | -2   | 29   | 1.115 |
|                                           | 8º  | CD Hércules de Ceuta              | 26 | 5  | 4 | 17 | 45 | 108 | -63  | 19   | 0.731 |
|                                           | 9º  | Sporting Garrovilla               | 26 | 3  | 2 | 21 | 30 | 114 | -84  | 11   | 0.423 |
|                                           | 10º | Almaraz FS                        | 26 | 0  | 1 | 25 | 29 | 174 | -145 | 1    | 0.038 |
| Última actualización: 12 de junio de 2021 |     |                                   |    |    |   |    |    |     |      |      |       |

|  | Permanecen en Segunda División |
|  | Descienden a Autonómica        |

Subgrupo 4 C
|                                          |    | Equipos                   | PJ | G  | E | P  | GF | GC | Dif. | Pts. | Coef. |
| ---------------------------------------- | -- | ------------------------- | -- | -- | - | -- | -- | -- | ---- | ---- | ----- |
|                                          | 1º | Colme Futsal              | 24 | 17 | 6 | 1  | 93 | 32 | +61  | 57   | 2.375 |
|                                          | 2º | Rivas Futsal              | 24 | 17 | 1 | 6  | 64 | 38 | +26  | 52   | 2.167 |
|                                          | 3º | Almagro FSF               | 24 | 13 | 7 | 4  | 62 | 27 | +35  | 46   | 1.917 |
|                                          | 4º | Mora FSF IMTO             | 24 | 12 | 9 | 3  | 56 | 39 | +17  | 45   | 1.875 |
|                                          | 5º | CD Chiloeches             | 24 | 11 | 8 | 5  | 69 | 36 | +33  | 41   | 1.708 |
|                                          | 6º | CFS Femenino San Fernando | 24 | 12 | 4 | 8  | 56 | 39 | +17  | 40   | 1.667 |
|                                          | 7º | CD Salesianos Puertollano | 24 | 12 | 4 | 8  | 55 | 50 | +5   | 40   | 1.667 |
|                                          | 8º | Futsi Navalcarnero "B"    | 24 | 11 | 3 | 10 | 52 | 61 | -9   | 36   | 1.500 |
| Última actualización: 22 de mayo de 2021 |    |                           |    |    |   |    |    |    |      |      |       |

|  | Clasificados para el Play-Off de ascenso |
|  | Permanecen en Segunda División           |

Subgrupo 4 D
|                                           |     | Equipos                              | PJ | G  | E | P  | GF | GC | Dif. | Pts. | Coef. |
| ----------------------------------------- | --- | ------------------------------------ | -- | -- | - | -- | -- | -- | ---- | ---- | ----- |
|                                           | 1º  | Villacañas FS                        | 26 | 15 | 2 | 9  | 81 | 20 | +21  | 47   | 1.808 |
|                                           | 2º  | Unami CP                             | 26 | 11 | 7 | 8  | 59 | 47 | +12  | 40   | 1.538 |
|                                           | 3º  | AD Alcorcón FS "B"                   | 26 | 12 | 4 | 10 | 73 | 58 | +15  | 40   | 1.538 |
|                                           | 4º  | CD Leganés FS "B"                    | 25 | 11 | 5 | 9  | 83 | 75 | +8   | 38   | 1.520 |
|                                           | 5º  | AD Gran Canaria Teldeportivo FSF "B" | 26 | 8  | 5 | 13 | 41 | 69 | -28  | 29   | 1.115 |
|                                           | 6º  | CDVP Soto del Real                   | 26 | 7  | 4 | 15 | 59 | 82 | -23  | 25   | 0.962 |
|                                           | 7º  | ADAE Simancas                        | 26 | 4  | 7 | 15 | 57 | 95 | -38  | 19   | 0.731 |
|                                           | 8º  | CD Avilasala                         | 26 | 5  | 1 | 20 | 42 | 93 | -51  | 16   | 0,615 |
|                                           | 9º  | CD Futsal Consuegra Féminas          | 25 | 3  | 4 | 18 | 37 | 85 | -48  | 13   | 0.520 |
|                                           | 10º | CD Universidad de Valladolid         | 26 | 2  | 3 | 21 | 35 | 88 | -53  | 9    | 0.346 |
| Última actualización: 12 de junio de 2021 |     |                                      |    |    |   |    |    |    |      |      |       |

|  | Permanecen en Segunda División |
|  | Descienden a Autonómica        |

### Play Offs de Ascenso a Primera
|  | Cuartos de final             | Cuartos de final        |                              |                 | Semifinales        | Semifinales        |  |                 | Final               | Final               |  |
|  | 29 y 30 de mayo de 2021      | 29 y 30 de mayo de 2021 |                              |                 | 6 de junio de 2021 | 6 de junio de 2021 |  |                 | 12 de junio de 2021 | 12 de junio de 2021 |  |
|  |                              |                         |                              |                 |                    |                    |  |                 |                     |                     |  |
|  |                              |                         |                              |                 |                    |                    |  |                 |                     |                     |  |
|  | Atlético Torcal              | 5                       |                              |                 |                    |                    |  |                 |                     |                     |  |
|  | Atlético Torcal              | 5                       |                              |                 |                    |                    |  |                 |                     |                     |  |
|  | LBTL Futsal Alcantarilla     | 2                       |                              |                 |                    |                    |  |                 |                     |                     |  |
|  | LBTL Futsal Alcantarilla     | 2                       |                              | Atlético Torcal | 1                  |                    |  |                 |                     |                     |  |
|  |                              |                         |                              | Atlético Torcal | 1                  |                    |  |                 |                     |                     |  |
|  |                              |                         | Desguace París La Algaida FS | 0               |                    |                    |  |                 |                     |                     |  |
|  | Deportivo Córdoba Cajasur FS | 2                       | Desguace París La Algaida FS | 0               |                    |                    |  |                 |                     |                     |  |
|  | Deportivo Córdoba Cajasur FS | 2                       |                              |                 |                    |                    |  |                 |                     |                     |  |
|  | Desguace París La Algaida FS | 4                       |                              |                 |                    |                    |  |                 |                     |                     |  |
|  | Desguace París La Algaida FS | 4                       |                              |                 |                    |                    |  | Atlético Torcal | 6                   |                     |  |
|  |                              |                         |                              |                 |                    |                    |  | Atlético Torcal | 6                   |                     |  |
|  |                              |                         | Colme Futsal                 | 4               |                    |                    |  |                 |                     |                     |  |
|  | Colme Futsal                 | 5                       | Colme Futsal                 | 4               |                    |                    |  |                 |                     |                     |  |
|  | Colme Futsal                 | 5                       |                              |                 |                    |                    |  |                 |                     |                     |  |
|  | CDE Mora FS IMTO             | 2                       |                              |                 |                    |                    |  |                 |                     |                     |  |
|  | CDE Mora FS IMTO             | 2                       |                              | Colme Futsal    | 3                  |                    |  |                 |                     |                     |  |
|  |                              |                         |                              | Colme Futsal    | 3                  |                    |  |                 |                     |                     |  |
|  |                              |                         | Rivas Futsal                 | 0               |                    |                    |  |                 |                     |                     |  |
|  | Rivas Futsal                 | 2                       | Rivas Futsal                 | 0               |                    |                    |  |                 |                     |                     |  |
|  | Rivas Futsal                 | 2                       |                              |                 |                    |                    |  |                 |                     |                     |  |
|  | Almagro FS                   | 1                       |                              |                 |                    |                    |  |                 |                     |                     |  |
|  | Almagro FS                   | 1                       |                              |                 |                    |                    |  |                 |                     |                     |  |
|  |                              |                         |                              |                 |                    |                    |  |                 |                     |                     |  |

- Atlético Torcal asciende a la Primera División femenina de fútbol sala.

|  | Cuartos de final            | Cuartos de final        |                 |                    | Semifinales        | Semifinales        |  |                    | Final               | Final               |  |
|  | 29 y 30 de mayo de 2021     | 29 y 30 de mayo de 2021 |                 |                    | 6 de junio de 2021 | 6 de junio de 2021 |  |                    | 12 de junio de 2021 | 12 de junio de 2021 |  |
|  |                             |                         |                 |                    |                    |                    |  |                    |                     |                     |  |
|  |                             |                         |                 |                    |                    |                    |  |                    |                     |                     |  |
|  | FSF Joventut d'Elx          | 6                       |                 |                    |                    |                    |  |                    |                     |                     |  |
|  | FSF Joventut d'Elx          | 6                       |                 |                    |                    |                    |  |                    |                     |                     |  |
|  | AE Les Corts UBAE           | 2                       |                 |                    |                    |                    |  |                    |                     |                     |  |
|  | AE Les Corts UBAE           | 2                       |                 | FSF Joventut d'Elx | 6                  |                    |  |                    |                     |                     |  |
|  |                             |                         |                 | FSF Joventut d'Elx | 6                  |                    |  |                    |                     |                     |  |
|  |                             |                         | CD La Concòrdia | 0                  |                    |                    |  |                    |                     |                     |  |
|  | CFS Bisontes Feme Castellón | 1                       | CD La Concòrdia | 0                  |                    |                    |  |                    |                     |                     |  |
|  | CFS Bisontes Feme Castellón | 1                       |                 |                    |                    |                    |  |                    |                     |                     |  |
|  | CD La Concòrdia             | 2                       |                 |                    |                    |                    |  |                    |                     |                     |  |
|  | CD La Concòrdia             | 2                       |                 |                    |                    |                    |  | FSF Joventut d'Elx | 5                   |                     |  |
|  |                             |                         |                 |                    |                    |                    |  | FSF Joventut d'Elx | 5                   |                     |  |
|  |                             |                         | Marín Futsal    | 7                  |                    |                    |  |                    |                     |                     |  |
|  | Valdetires FSF              | 2                       | Marín Futsal    | 7                  |                    |                    |  |                    |                     |                     |  |
|  | Valdetires FSF              | 2                       |                 |                    |                    |                    |  |                    |                     |                     |  |
|  | Rodiles FS                  | 1                       |                 |                    |                    |                    |  |                    |                     |                     |  |
|  | Rodiles FS                  | 1                       |                 | Valdetires FSF     | 4                  |                    |  |                    |                     |                     |  |
|  |                             |                         |                 | Valdetires FSF     | 4                  |                    |  |                    |                     |                     |  |
|  |                             |                         | Marín Futsal    | 9                  |                    |                    |  |                    |                     |                     |  |
|  | Marín Futsal                | 1 (5)                   | Marín Futsal    | 9                  |                    |                    |  |                    |                     |                     |  |
|  | Marín Futsal                | 1 (5)                   |                 |                    |                    |                    |  |                    |                     |                     |  |
|  | UDC Txantrea KKE            | 1 (4)                   |                 |                    |                    |                    |  |                    |                     |                     |  |
|  | UDC Txantrea KKE            | 1 (4)                   |                 |                    |                    |                    |  |                    |                     |                     |  |
|  |                             |                         |                 |                    |                    |                    |  |                    |                     |                     |  |

- Marín Futsal asciende a la Primera División femenina de fútbol sala.